# Kirche Lübbenau-Neustadt

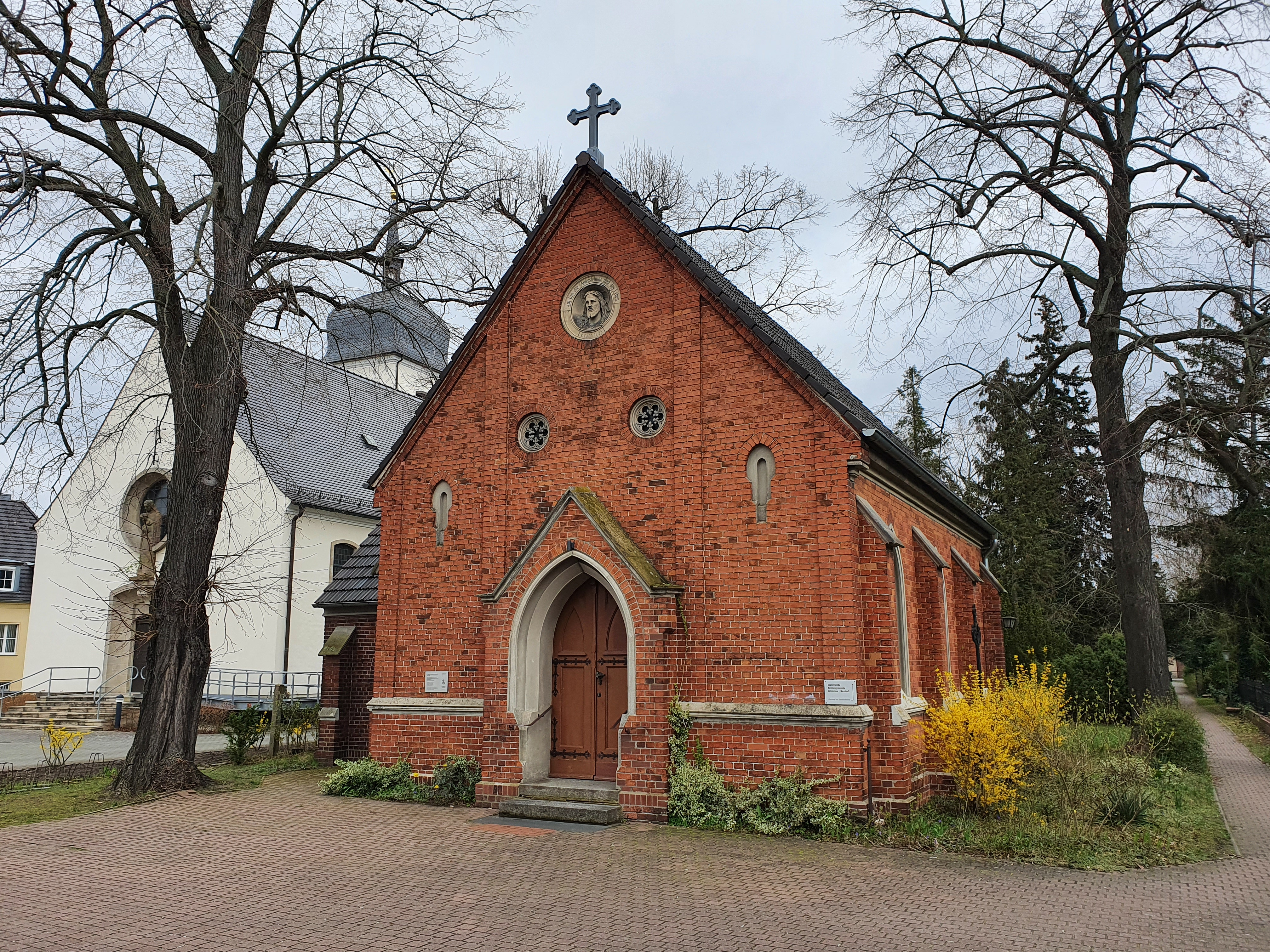
Kirche Lübbenau-Neustadt (2023)

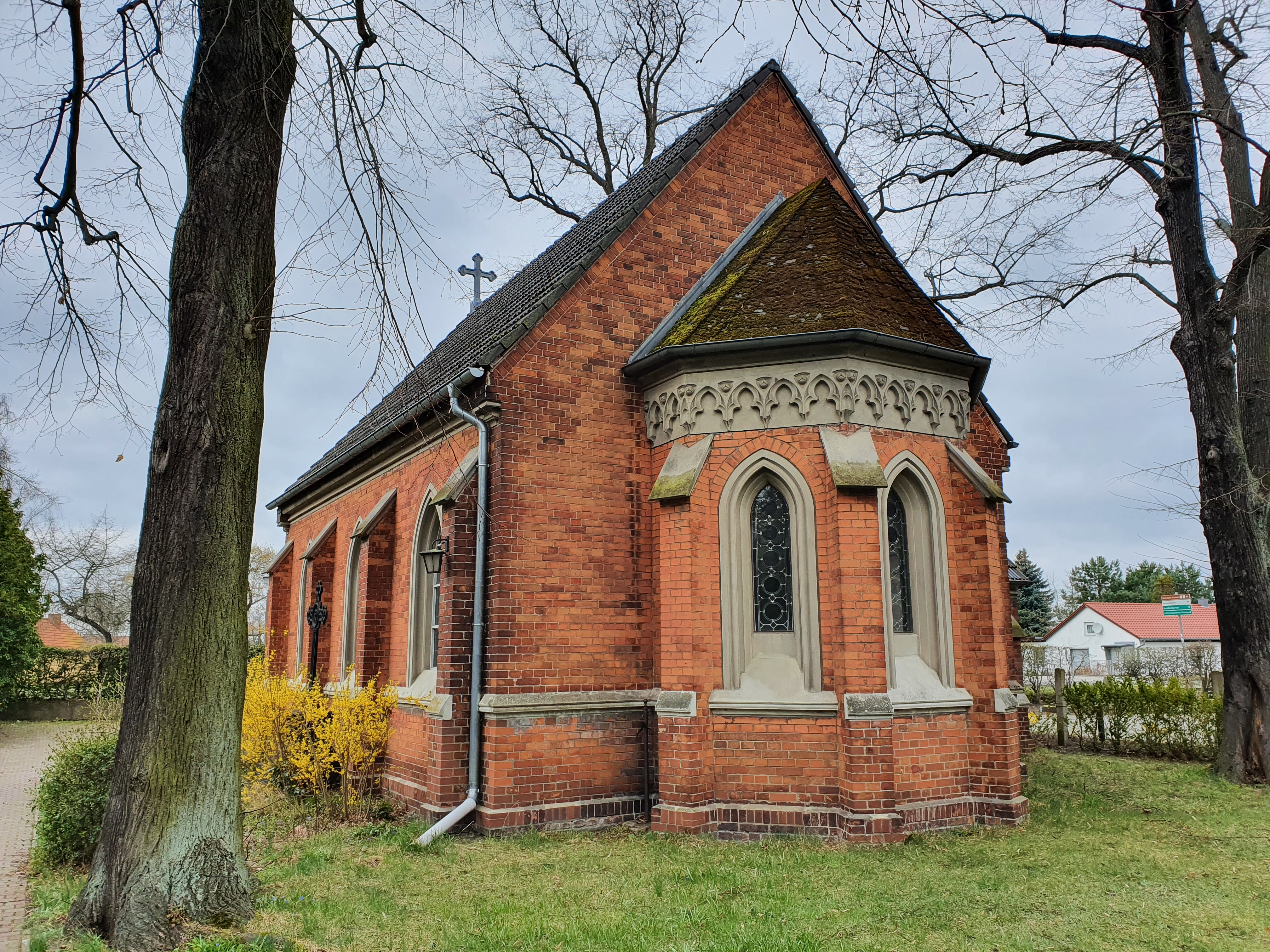
Ansicht des Ostschlusses (2023)

Die Kirche Lübbenau-Neustadt ist die evangelische Kirche des Stadtteils Neustadt der Stadt Lübbenau/Spreewald. Direkt neben der Kapelle befindet sich die katholische Kirche St. Maria Verkündigung.

## Geschichte
Das zum evangelischen Kirchenkreis Niederlausitz gehörende Kirchengebäude entstand 1869 als Friedhofskapelle durch ein Vermächtnis eines Karl Lehmann. Mit dem Bau des Stadtteils Lübbenau-Neustadt im Zusammenhang mit der Errichtung des Kraftwerks Lübbenau begann ab 1958 der Aufbau einer eigenen evangelische Kirchengemeinde für die Neustadt. 1959 wurde daher die Kapelle zum Raum für Gottesdienste für die entstehende Gemeinde umgestaltet. Die vermauerten Fenster wurden aufgebrochen, eine Zwischendecke eingefügt und der Innenraum mit einer hellen Farbe versehen. Am 4. Advent 1959 wurde die Fertigstellung mit einem Abendgottesdienst gefeiert. 1965 wurde dann die juristisch selbständige Gemeinde gegründet. Die Dörfer Kittlitz, Eisdorf, Lichtenau und Schönfeld Nord, deren ursprüngliche Gemeinde Schönfeld dem Braunkohletagebau zum Opfer fiel, wurden in die neue Gemeinde eingegliedert. Da ein Gemeinderaum fehlte, wurde 1964 hinter die Kapelle ein Schaustellerwagen für Beratungen und Kindergottesdienst aufgestellt. Nachdem der Friedhof 1968 geschlossen worden war, wurde das Friedhofsgärtnerhaus als Gemeinderaum genutzt und zehn Jahre später umgebaut.

## Architektur
Die im Stil der Neogotik aus Backsteinen errichtete Kapelle weist einen rechteckigen Grundriss auf. Eine fünfseitige Apsis befindet sich an der Ostseite. Das Gebäude ist mit Spitzbogenfenstern versehen, welche ornamental verglast sind. Die westliche Giebelwand weist zwei Rundfenster auf, über diesen befindet sich in einer Nische eine Plastik die den Kopf Jesu Christi darstellen soll. Auf dem westlichen Teil des Daches befindet sich ein Kreuz.
Bemerkenswert ist die bronzeeiserne Klinke an der im Westgiebel befindlichen Tür. Auf dem Griff der Klinke ist der Segensspruch Friede sei mit Euch erhaben herausgearbeitet. Das Brustbild eines Engels, der seine betenden Hände auf ein Kreuz stützt, ist über der Klinke angebracht.
Die Kapelle ist sehr schlicht eingerichtet. In der mit einem Spitzbogen versehenen Apsis steht, auf zwei Stufen erhöht, ein hölzerner Altar, auf welchem sich Holzkreuze befinden.